# Моллі Міч
Моллі Міч (англ. Molly Meech; нар. 31 березня 1993, Тауранга, Нова Зеландія) — новозеландська яхтсменка, срібна призерка Олімпійських ігор 2016 року.

## Виступи на Олімпіадах
| Олімпіада           | Дисципліна | Місце |
| ------------------- | ---------- | ----- |
| Ріо-де-Жанейро 2016 | 49er FX    | 2     |